# Summenfrequenzerzeugung

Illustration des Effekts. sind die Lichtfrequenzen, ist die Suszeptibilität.

Die Summenfrequenzerzeugung ist in der Physik der nichtlinearen Optik ein Effekt, bei dem zwei Lichtstrahlen unterschiedlicher Frequenz durch ein Ausbreitungsmedium, das eine elektrische Suszeptibilität zweiter Ordnung aufweist, einen dritten Lichtstrahl erzeugt, dessen Frequenz der Summe der beiden ursprünglichen Lichtstrahlen entspricht. Da dafür hohe Intensitäten notwendig sind, wird dieser Effekt vorwiegend mit Lasern genutzt. Eng verwandt mit diesem Effekt sind die Differenzfrequenzerzeugung, wobei die Differenz der Lichtfrequenzen erzeugt wird und die Frequenzverdopplung, wobei eine Frequenz verdoppelt wird.
Bei der Summenfrequenzerzeugung müssen Energieerhaltung
{\displaystyle \hbar \omega _{3}=\hbar \omega _{1}+\hbar \omega _{2}}
sowie Impulserhaltung
{\displaystyle \hbar {\vec {k}}_{3}\approx \hbar {\vec {k}}_{1}+\hbar {\vec {k}}_{2}}
gegeben sein. Dabei sind {\displaystyle \hbar } die reduzierte Planck-Konstante, {\displaystyle \omega _{1,2,3}} die Kreisfrequenzen und {\displaystyle {\vec {k}}_{1,2,3}} die Wellenvektoren der beiden einlaufenden bzw. der „addierten“ Lichtwelle. Die Impulserhaltung muss für das prinzipielle Auftreten des Effektes zwar nur annähernd erfüllt sein, eine möglichst exakte Erfüllung maximiert jedoch die Intensität der addierten Welle bzw. eine zu hohe Abweichung von der Gleichheit führt sehr schnell zu einer fast vollständigen Unterdrückung des Effektes. Dies resultiert aus der Phasenanpassungsbedingung: Da die unterschiedlichen Frequenzen (und dadurch unterschiedliche Wellenlängen) aufgrund Dispersion zu einem jeweils anderen Brechungsindex führen, hat jede der Lichtwellen eine andere Laufgeschwindigkeit, was schließlich zu destruktiver Interferenz führt. Die einzige effiziente Möglichkeit, dieses Problem zu lösen sind doppelbrechende Kristalle. Ein häufig verwendeter Kristall ist Beta-Bariumborat (BBO).

## Weiterführendes
- Sum and Difference Frequency Generation in der Encyclopedia of Laser Physics and Technology (englisch)
- Robert W. Boyd: Nonlinear Optics. 3. Auflage. Academic Press, New York 2008, ISBN 978-0-12-369470-6.